# Johann Pauls
Pour un article plus général, voir Procès du Stutthof.
Johann Pauls, né le 9 février 1908 à Dantzig et mort le 4 juillet 1946 à Biskupia Gorka, est un Oberscharführer SS du camp de concentration du Stutthof.

## Biographie
Johann Pauls est le 3e enfant de Johann August Pauls et Minna Steingräber. Accusé et déféré lors du procès du Stutthof, il est condamné à mort et exécuté par pendaison en public le 4 juillet 1946.

## Carrière dans la SS
Il adhère au NSDAP de la ville libre de Dantzig le 1er avril 1931, en même temps que dans la SS. Du 21 juillet 1939 au 31 octobre 1941, il fait partie de la Police (réserve). Du 1er novembre 1941 au 11 mars 1943, il est dans la Waffen-SS (Infanterie) et SS-Schütze de réserve.
En avril 1943, il est muté au camp de Sachsenhausen. En tant qu'Oberscharführer SS, il commande l'équipe des gardiens du Stutthof jusqu'à la fin de la guerre en 1945.

## Après la guerre

### Procès
Il est jugé lors du premier procès du Stutthof par la Cour criminelle spéciale soviéto-polonaise qui se tient à Gdańsk du 25 avril 1946 au 31 mai 1946. Jugé en compagnie de 12 autres gardiens et kapos, il est convaincu de crimes de guerre, de même que 10 autres accusés, et condamné à mort.

### Exécution

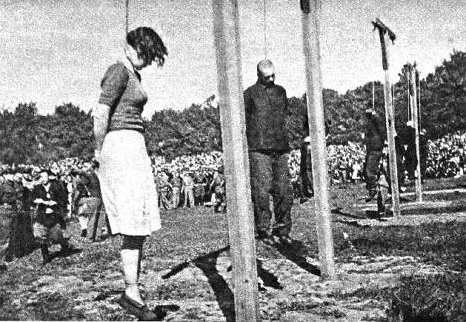

Il est exécuté par pendaison le 4 juillet 1946 sur la colline de Biskupia Gorka (en allemand Stolzenberg), près de Dantzig. Les autorités polonaises avaient dressé là une rangée de cinq potences doubles en T sauf celle du centre qui était triple, en Pi.
Il est amené sur le lieu de l'exécution en même temps que les 10 autres condamnés (5 hommes et 5 femmes). Les condamnés se trouvent sur les plateaux arrière de 11 camions, pieds et poings liés. Il est cravaté au nœud coulant d'une corde, au centre du gibet central et poussé hors du camion. À sa gauche, Gerda Steinhoff, à sa droite, un kapo inconnu.
On pense généralement que l'exécution fut filmée :

« Durant une visite du musée du camp, un film « Gibets du Stutthoff » fut projeté. Dans ce film (Newsreel) il y a des scènes de femmes SS dans le box des accusés, comme par exemple Jenny Barkmann, quand elle écoute, debout, le verdict de mort. Peut-être ce film des exécutions est-il dans les archives du musée ou dans des archives russes. »

## Autres condamnés exécutés
Exécutions du 4 juillet 1946.

### Gardiennes SS exécutées
Dans l'ordre de leur suspension aux potences, de gauche vers le centre :
- Jenny-Wanda Barkmann, Aufseherin SS (première à être exécutée),
- Ewa Paradies, Aufseherin SS (dernière à être exécutée),
- Elisabeth Becker, Aufseherin SS,
- Wanda Klaff, Aufseherin SS,
- Gerda Steinhoff, Oberaufseherin SS (potence centrale, à droite du commandant)

### Kapos et gardiens
- Johann Pauls, commandant des gardiens SS.

## Sources
- (de) Cet article est partiellement ou en totalité issu de l’article de Wikipédia en allemand intitulé « John Pauls » (voir la liste des auteurs).

- (pl) Cet article est partiellement ou en totalité issu de l’article de Wikipédia en polonais intitulé « Johann Pauls » (voir la liste des auteurs).